# Goran Milović
Goran Milović (Split, 29 januari 1989) is een Kroatisch verdedigende middenvelder, anno 2018 spelend bij KV Oostende.

## Carrière
In 2008 tekende Milović een profcontract bij de Kroatische club RNK Split waar hij tot 2012 goed was voor 79 wedstrijden en 8 gemaakte doelpunten. In dat jaar maakte hij een transfer naar stadsgenoot Hajduk Split. Milović speelde in de Kroatische beker en in de UEFA Europa League waar hij in 2011/12 kon scoren tegen Stoke City. Verder kon hij in de competitie 72 keer aantreden en 4 keer scoren. In 2016 werd hij opgenomen in het elftal van Chongqing Lifan. Daar kon hij 34 keer spelen zonder te scoren. Daarna werd hij in begin 2018 uitgeleend aan Osijek waar hij in 12 wedstrijden kwam tot 2 doelpunten. In de zomer van 2018 werd bekend gemaakt dat Milovic bij KV Oostende ging spelen.
Hij kon sindsdien al 2 keer scoren in de competitie en 1 keer in de beker. Hij kwam al 24 keer in actie voor de Belgische kustploeg.

## Nationale ploeg
Op 17 november 2015 debuteerde Milović voor het Kroatisch elftal tijdens een oefenwedstrijd tegen Rusland. Hij viel in de 75ste minuut in voor Nikola Kalinic, de wedstrijd werd met 1-3 gewonnen.
1 Bossin ·
2 Vinck ·
3 Medley ·
4 Basila ·
5 Laes ·
6 D'Arpino ·
7 Ndicka ·
10 Rocha ·
11 Jung ·
13 Gabriël ·
14 Mebude ·
16 Dewaele ·
17 Durdov ·
19 Osifo ·
20 Musayev ·
23 Amade ·
25 Van Daele ·
26 Koziello ·
29 D'haese ·
33 Tanghe ·
36 Wylin ·
68 Ambrose ·
77 Atanga ·
88 Rodin ·
90 Berte ·
93 Badu ·
99 Albanese ·
Coach: Jamath Shoffner